# عنصر محايد
في الرياضيات، العنصر المحايد (بالإنجليزية: Identity element)‏ لعملية ثنائية معرفة على فئة ما هو العنصر الذي لا يؤثر على ناتج تطبيق هذه العملية مع أي عنصر في هذه الفئة.
لتكن {\displaystyle (S,*)\,} بنية جبرية مكونة من فئة {\displaystyle S\,} وعملية ثنائية مغلقة عليها {\displaystyle *\,} (جبريا تسمى ماغما)؛ فإن العنصر {\displaystyle e\in S\,} يدعى محايد يساري إذا حقق {\displaystyle e*a=a\,} لأي عنصر {\displaystyle a\in S\,}. وكذلك يدعى {\displaystyle e\in S\,} بالمحايد اليميني إذا حقق {\displaystyle a*e=a\,} لكل {\displaystyle a\in S\,}. أما المحايد الثنائي الاتجاه (أو للاختصار العنصر المحايد) فهو العنصر {\displaystyle e\in S\,} إذا حقق {\displaystyle e+a=a+e=a\,} لكل {\displaystyle a\in S\,}.
في الأعداد يسمى العنصر المحايد بالنسبة لعملية الجمع بالمحايد الجمعي ويرمز له بـ {\displaystyle 0\,} (صفر). أما العنصر المحايد بالنسبة لعملية الضرب فيدعى بالمحايد الضربي ويرمز له بـ {\displaystyle 1\,} (واحد).

## أمثلة
| فئة                                                 | عملية ثنائية                            | محايد                                                           |
| --------------------------------------------------- | --------------------------------------- | --------------------------------------------------------------- |
| الأعداد الحقيقية                                    | عملية الجمع ({\displaystyle +\,})       | الصفر                                                           |
| الأعداد الحقيقية                                    | عملية الضرب ({\displaystyle \times \,}) | الواحد                                                          |
| الأعداد الحقيقية                                    | عملية الأس ({\displaystyle a^{b}\,})    | الواحد (محايد يميني فقط)                                        |
| مصفوفات من الدرجة {\displaystyle m\times n\,}       | عملية الجمع ({\displaystyle +\,})       | مصفوفة منعدمة                                                   |
| مصفوفات مربعة من الدرجة {\displaystyle n\times n\,} | عملية الضرب ({\displaystyle \times \,}) | المصفوفة المحايدة                                               |
| الدوال من {\displaystyle M\to M\,}                  | التركيب الدالي                          | دالة محايدة                                                     |
| الدوال من {\displaystyle M\to M\,}                  | التلفيف الدالي                          | دالة النبضة {\displaystyle \delta \,}                           |
| سلاسل حرفية أو قوائم                                | إضافة                                   | سلسلة حرفية فارغة أو قائمة فارغة                                |
| الفئات {\displaystyle M_{i}\subset M\,}             | عملية التقاطع {\displaystyle \cap \,}   | {\displaystyle M\,}                                             |
| الفئات                                              | عملية الاتحاد {\displaystyle \cup \,}   | الفئة الفارغة {\displaystyle \{\}\,} أو {\displaystyle \phi \,} |
| المنطق الثنائي                                      | ’أو’ منطقية {\displaystyle \vee \,}     | {\displaystyle \top \,}                                         |
| المنطق الثنائي                                      | ’و’ منطقية {\displaystyle \wedge \,}    | {\displaystyle \bot \,}                                         |